# Wälsungen
Die Wälsungen (auch Wölsungen, Welsungen, Völsungar) sind ein sagenhaftes germanisches Geschlecht, benannt nach ihrem Stammvater. 

## Stammvater
Der Stammvater der Wälsungen wird erstmals im altenglischen Epos Beowulf (spätestens aus dem 10. Jahrhundert; vielleicht älter) als Waels genannt. In altnordischen Dichtungen, die im 13. Jahrhundert schriftlich aufgezeichnet wurden, erscheint er, in altnordischer Schreibung, als Volsungr. In neuerer isländischer Schreibung entspricht dies Völsungr. Da altnordisch v wie deutsch w ausgesprochen wird, wählen deutsche Übersetzungen manchmal die Schreibung Wälsung oder Wölsung (das r ist die Nominativendung, die in Übersetzungen gerne weggelassen wird). 

## Sigmund, Sinfiötli und Sigurd
Der Sohn des Wölsung ist Sigmund, der zusammen mit seinem Sohn und Neffen Sinfiötli als Werwolf im Wald lebt: Ein Werwolf ist ein Mensch, der in eine Wolfshaut fährt und sich dadurch in einen Wolf verwandelt – eine mythisch-magische Vorstellung (Sinfiötli ist Sigmunds Sohn und Neffe zugleich, da er ihn im Inzest mit seiner Schwester Signy zeugte).
Sigmund erscheint wie Wölsung schon im Beowulf (dort ist sein Begleiter nur sein Neffe und trägt den Namen Fitela, eine Verkürzung von Sinfiötli). Im Beowulf ist Sigmund der berühmte Drachentöter der Vorzeit.
In einem Skaldengedicht zu Ehren eines norwegischen Königs aus dem 10. Jahrhundert sind Sigmund und Sinfiötli die großen Vorzeithelden; Sigurd kommt darin noch nicht vor.
Im 11. Jahrhundert entstanden in Skandinavien Felsritzungen mit der Darstellung einer Drachentötung, deren Details den im 13. Jahrhundert aufgezeichneten Eddaliedern über die Drachentötung Sigurds entsprechen.
In den im 13. Jahrhundert aufgezeichneten Dichtungen wird nirgends mehr Sigmund als Drachentöter genannt, sondern Sigurd, der dort ein Sohn Sigmunds mit dessen letzter Ehefrau ist. In Deutschland ist Siegfried der Drachentöter. 

## Nordische und germanische Versionen
Die Details der nordischen Jung-Sigurd-Lieder unterscheiden sich so stark von dem, was in Deutschland über Siegfried erzählt wurde (nicht nur im Nibelungenlied, sondern auch im Hürnen Seyfrit und in der deutschen Quelle der ins Norwegische übersetzten Thidrekssaga), dass man annehmen muss, verschiedene Drachentöter-Mythen bzw. Sagen wurden sekundär zu einer Figur verschmolzen.
Vor allem mehrere Eddalieder sowie die möglicherweise um 1250 entstandene Völsunga-Saga überliefern solche Mischfassungen aus nordischen und deutschen Sagen: Die Völsunga-Saga kannte u. a. schon das ca. 50 Jahre ältere Nibelungenlied. Die Völsunga-Saga bietet die Geschichte in einer mythisierten Form, indem sie als Ahnherrn des Geschlechtes den Gott Odin nennt (der auf eine germanische Form Wodanaz zurückzuführen ist). 

## Genealogie
Die Völsungasaga bietet folgende Genealogie der Völsungen: Odin – Sigi – Rerir – Wölsung – Sigmund;
Sigmunds vier Söhne sind:
- Sinfiötli (Mutter: Sigmunds Schwester Signy)
- Helgi und Hamund (Mutter: Sigmunds Gattin Borghild)
- Sigurd (Mutter: Sigmunds letzte Gattin Hjördis).

## Künstlerische Rezeptionen
In Richard Wagners Der Ring des Nibelungen (Uraufführung des gesamten Zyklus: Bayreuth 1876) wird das Geschlecht vom germanischen Gott Wotan unter dem Namen Wälse gezeugt. Weitere bedeutende künstlerische Rezeptionen sind die Erzählung Wälsungenblut von Thomas Mann (zurückgezogene Erstausgabe: 1906) sowie der historische Fantasyroman Rheingold (1992) von Stephan Grundy, der neben der Siegfried-Sage auch sehr ausführlich die „Vorgeschichte“, also die Geschichte der Wälsungen, schildert.